# Російська пропаганда

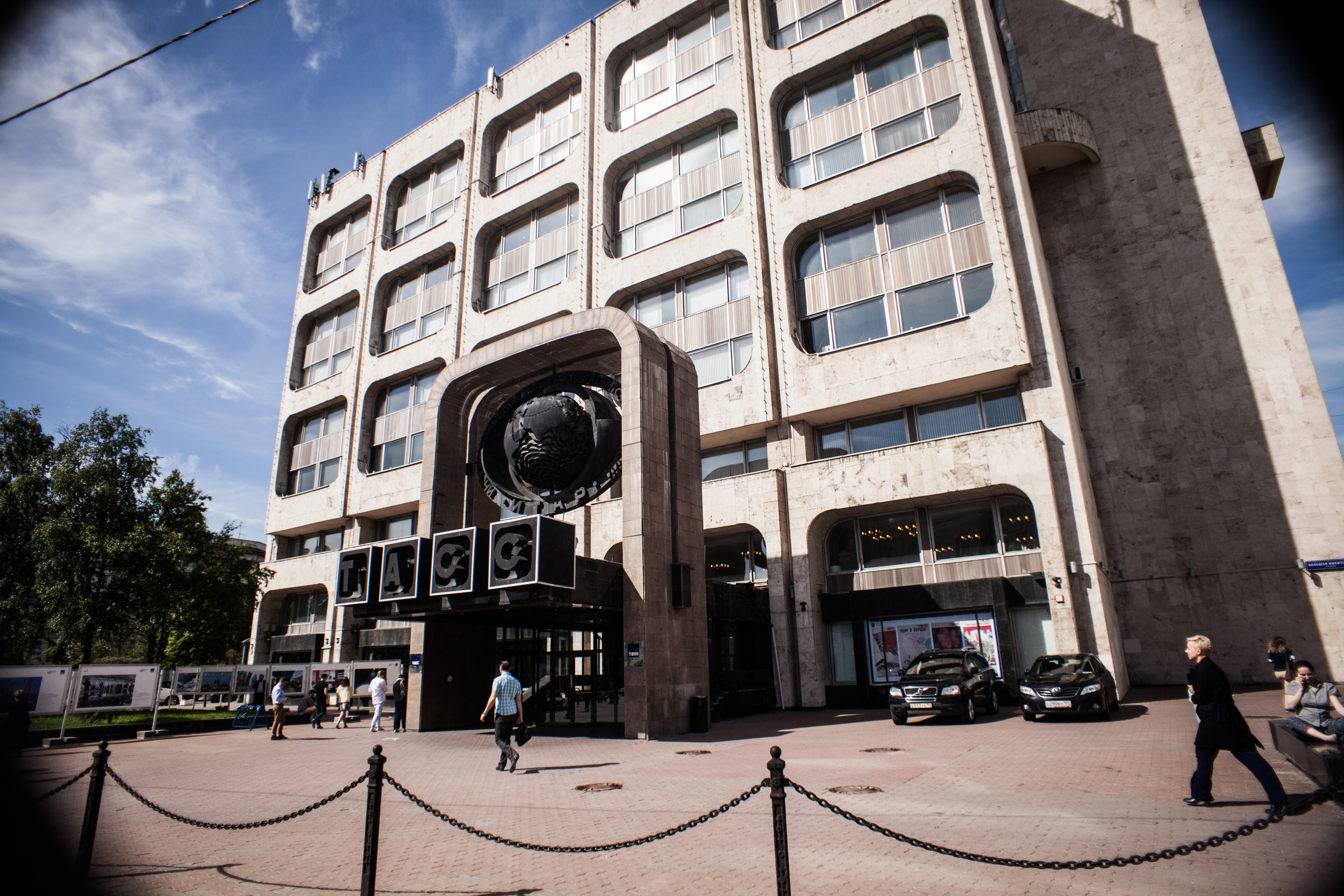
Один із рупорів російської пропаганди — «інформаційне агентство» «Ітар-ТАРС»

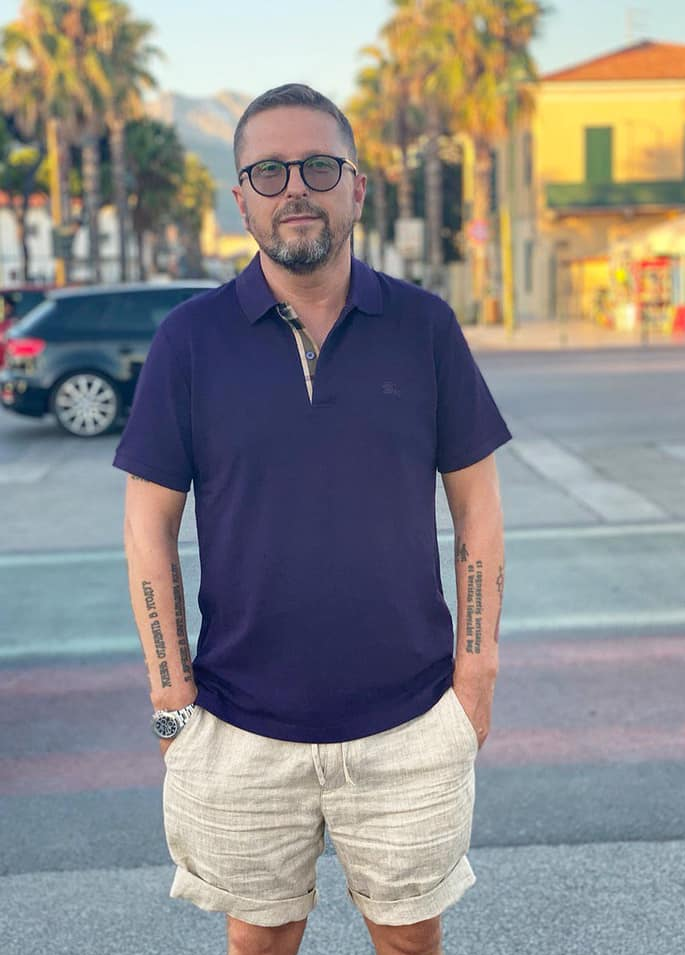
Анатолій Шарій — відомий серед росіян блогер з антиукраїнською пропагандою

Російська пропаганда або кремлівська пропаганда — російська державна інформаційна політика, спеціальні інформаційні заходи («спецоперації», «політичні технології») та конгломерат відповідних державних органів та установ, які під виглядом «суспільного інформування» займаються психологічною обробкою населення Російської Федерації, а також населення інших країн — в першу чергу країн пострадянського російськомовного простору та російської діаспори. Також об'єктом російської пропаганди є іншомовне населення у США, ЄС, арабських країнах тощо. Загалом російська пропаганда розповсюджується щонайменше 40 мовами світу у 160 країнах.

## Суть
| - Ольга Скабєєва - Володимир Соловйов - Володимир Корнілов - Євген Попов - Маргарита Симонян - Дмитро Кисельов |

Російська державна пропаганда є тотальною, цинічною, брехливою і має прямим попередником радянську пропаганду, але також активно використовує досвід інших історичних авторитарних та тоталітарних режимів. Пропаганда в Росії завжди застосовується в тандемі з цензурою: цензура відсікає будь-яке інакомислення, пропаганда змушує думати відповідно до інтересів і цілей владної верхівки.
З початку 2000-х років антиукраїнську і антизахідну пропаганду в Росії ретельно розробляли та втілювали. І починаючи з 4-ї фази путінського режиму, з 2013–2014 рр. і у зв'язку з початком Революції гідності, російська пропаганда швидко еволюціонувала до тоталітарної — стала відверто шовіністичною, агресивно імперською та фашистською, перетворившись на повноцінну інформаційну війну, націлену на масове задурення населення, підготовку суспільної думки в Росії до зовнішньої агресії і отримання схвалення російського населення на дії Росії проти України. Після військової агресії, окупації і анексії Криму, за методами та прийомами російська пропаганда стала воєнною — злочинною та тотально дезінформаційною (розповсюдження тотальної брехні).

## Відмінні риси
- основною рисою російської пропаганди є ідеї про множинність варіантів правди, те, що у кожної історії є дві сторони, а надійність джерел несуттєва.[26]
- гнучкість та безпринципність
- цинізм
- постійне вкидання дезінформації в інформаційний простір ЗМІ
- абсолютна брехливість, невідповідність дійсності та винахід потрібних «фактів» — моделювання та створення так званої «паралельної реальності»
- одномоментність, ситуативність, протиріччя самій собі, тому, що було повідомлене короткий час тому — розрахунок на повну втрату пам'яті аудиторією
- мета — не переконати, як у класичній пропаганді, а зробити інформаційне поле «брудним», щоб ніхто нікому не довіряв. Коли інформаційне поле вбито, все, що лишається — страхи, паніка та апатія[27]
- Грубий і простий спосіб комунікації з суспільством («Вона потонула», «У сортирі замочимо», «Якби бабуся мала вторинні статеві ознаки дідуся»). У найбільш крайніх проявах — від імені таких «діячів», як Журавльов, Жириновський та Медведєв, а також у дипломатії — груба тональність Лаврова, Небензі та Захарової
- Прояви антисемітизму, порушення ненависті до «євреїв, які розбагатіли в 1990-х роках», періодичні показові репресії над ними (Ходорковським, наприклад). Антисемітизм як частина конспірології. Незважаючи на це, окремі прояви дружнього ставлення до Ізраїлю, головним чином через особистість Беньяміна Нетаньяху. Що, однак, не заважає Кремлю одночасно вести спільну роботу з антиізраїльськими організаціями — Хамас, Талібан тощо. Політика, що нагадує імперський принцип «поділяй і володарюй»
- Подвійні стандарти. Ключові постаті російського шовінізму можуть бути одночасно нацистами і гомофобами, але при цьому не бути «чистокровним» (зі свого ж, нацистського, погляду) етнічним російським, та ще й бувати неодноразово поміченим у супроводі молодих юнаків. Найбільш яскравий приклад таких подвійних стандартів — Володимир Жириновський. Він, при своєму шовінізмі, антисемітизмі і гомофобії, сам намагався уникати згадок власного єврейського походження і особистого життя. Інші приклади викритих у подібних подвійних стандартах — Едуард Лимонов, Антон Красовський, Філіп Кіркоров, В'ячеслав Володін. Принцип «Своїм — все, чужим — закон».
- Апеляция к чужому опыту («Вот в Китае же тоже массовая слежка за населением, так давайте усилим контроль», «Вот в Китае же запретили западные социальные сети, так давайте так же сделаем», «Вот американцы бомбили Ирак, так какие к нам могут быть претензии»). Елемент демагогічного whataboutism'у, за радянських часів відомого анекдоту «А у вас негрів лінчують».
- Апеляція до емоційного початку замість раціонального. Формування містичного мислення через забобони, конспірологію та релігію.
- Постійна згадка про чужі проблеми при замовчуванні власних. «А Америці дискримінація кольорового населення, спонсорована республіканськими релігійними фанатиками» — популярна позиція радянської пропаганди 70-х років, проте, нині схожим чином критикуються не консервативні, а демократичні сили (« А Америці корінного населення не залишилося, кольорові і мери вже остаточно захопили країну за демократів, підтримуйте республіканців»)
- Апеляція до окремих осіб, які підтримують російську повістку, навіть якщо ці люди вже не такі популярні і їхня думка зовсім не є загальноприйнятою (Жерар Депардьє, Олівер Стоун, Такер Карлсон, Роджер Уотерс)
- Апеляція до осіб та організаціям, що перебувають ніби осторонь конфлікту та над ним. Приклади — Папа Римський, Ілон Маск, ООН тощо. Просування власних суб'єктивних тез під виглядом незалежної точки зору третіх сил
- Зайва категоричність, формування чорно-білої картини світу («Чи ви за нас, чи ви фашист», «Сила у правді!»). В інших випадках, навпаки, вкидання величезної кількості версій з метою створення відчуття, що «У кожного своя правда» та «А, можливо, все не настільки однозначно?»
- Інші прийоми демагогії та популізму, що не увійшли до цього списку, та/або їх поєднання
- Очорнення найбільш послідовних опонентів — Великобританії (старий мем «Англічанка гадить»), поляків і фінів (як мають досвід збройної боротьби з Росією аж з 1917 року), країн Балтії та України (як «зрадників, що втекли від Росії»), спроба представити їх як несуб'єктних та несуверенних товариств, які діють не з власної волі, а «за вказівкою кураторів із США».
- Спроба представити себе (і свій суспільний лад з його цілком конкретними недоліками) як жертву обставин непереборної сили. Наприклад: (1) «(У нас такий рівень життя) не тому, що режим злочинний, а тому, що клімат холодний», (2) «Російські завжди крали» (3) «У нас погані комунікації через низьку щільність населення А поза злочинних дій цілком конкретних осіб» (4) «У нас особливий шлях (відмінний від західного)». Про те, що норвезькому (що живе далеко на півночі), канадському (що має низьку щільність населення і розкиданими на порівняній з Росією площі території), японському (не менш постраждалому від Другої світової війни та порівнянному за чисельністю населення) суспільствам вдалося побудувати держави з низьким рівнем корупції, розвиненою економікою та комунікаціями, у такому разі замовчується — навмисно чи випадково.
- Типова російська інформаційно-пропагандистська кампанія має каскадну структуру, що складається з пов’язаних між собою наративів. У центрі розташована ідея «руського миру». Наступні ланки каскадної структури інформаційних компаній – це «слов’янська єдність», «ностальгія за радянськім минулим», «негативна риторика про інші суспільства», «альтернативна інформація, яка ставить під сумнів саму можливість існування об’єктивної правди». В залежності від обраної аудиторії і країни, російські куратори роблять акцент на тих компонентах типової інформаційної кампанії, до яких обрана аудиторія найбільше чутлива[28].

## Історія
Росія роками просувала пропагандистські міфи, що мали б зробити з Московії повноцінну державу, яка претендувала на спадщину Русі. Основним продуктом міфотворчості Московії стало «Сказання про князів Володимирських», в котрому генеалогія та походження московських князів виводилися до римського імператора Августа, а царські регалії (разом з шапкою Мономаха) дісталися московитам від візантійського імператора Константина Мономаха. Ці міфи на справді використовувались не лише для пропаганди власного населення, але й у дипломатії. Легенди про походження князів від Августа увійшли в «Господаревий родословець» (1555), «Ступінчасту книгу» та «Чин вінчання» Івана IV на царство в 1547. Таким чином, Москва просувала своє право на спадщину та наступництво Русі та Римської імперії. Провідною концепцією Московської держави стала концепція «Москва — третій Рим».
Спалах російського націоналізму і шовінізму після революції 1905 року і в період Першої світової війни.

## СРСР. Агітпроп
Домедійна епоха — введення тотальної цензуриПершим законодавчим актом більшовиків після Жовтневого перевороту в Росії був «Декрет про пресу» В.І.Леніна (рос. «Декрет о печати», 1917). Згідно з яким закривалися наявні газети, що «закликають до непокори уряду», «сіють смуту шляхом наклепницького перекручування фактів», «закликають до дій злочинного характеру». Потім було ще два декрети — «Про монополію на друк оголошень» та «Про революційний трибунал друку»
Основу радянської пропаганди становила ідеологія марксизму-ленінізму. Характер пропаганди змінювався відповідно до історичного розвитку СРСР. Пропаганда розроблялася спеціальними партійними та державними органами та установами і спрямовувалася на населення через всі можливі канали інформації: через ЗМІ, телебачення, літературу, кіно, театр, образотворче мистецтво. При ВУЦВК було засноване Всеукраїнське державне видавництво. Воно випускало матеріали для пропагандистів і розраховану на маси агітаційну літературу. Попри нестачу паперу і поліграфічних потужностей, сумарна кількість віддрукованої у 1920 році пропагандистської продукції (періодичних видань, прокламацій, плакатів, брошур тощо) перевищила 18,5 млн примірників.
Надаючи великого значення монументальній пропаганді, В. Ленін затвердив великий список потрібних пам'ятників. Нерідко вони споруджувалися з нетривких матеріалів, а скульптори не мали достатньої професійної підготовки. Важливим був тільки ідеологічний результат. Щоб торувати шляхи до умів і сердець, комуністична ідея у монументальній пропаганді пов'язувалась з національною традицією. Тому в Україні почали найбільше тиражувати пам'ятники К. Марксу і Т. Шевченку. Перший пам'ятник великому Кобзареві роботи скульптора І. Кавалерідзе було встановлено 1919 р. у Ромнах. Разом з тим знищувалися пам'ятники царям.
В. Ленін зауважував, що з усіх мистецтв для радянської влади найважливішим є кіно. Справді, роль кінематографа в агітації і пропаганді важко було переоцінити. Ще у січні 1919 року при наркоматі освіти УСРР було утворено Всеукраїнський кінокомітет. Він узяв під суворий контроль виготовлення та прокат фільмів, кіноапаратуру, запаси плівки. У кіновиробництві перевага надавалася хронікальним журналам і агітаційним фільмам.

## Новоімперська епоха, 1999

### Ранній путінізм

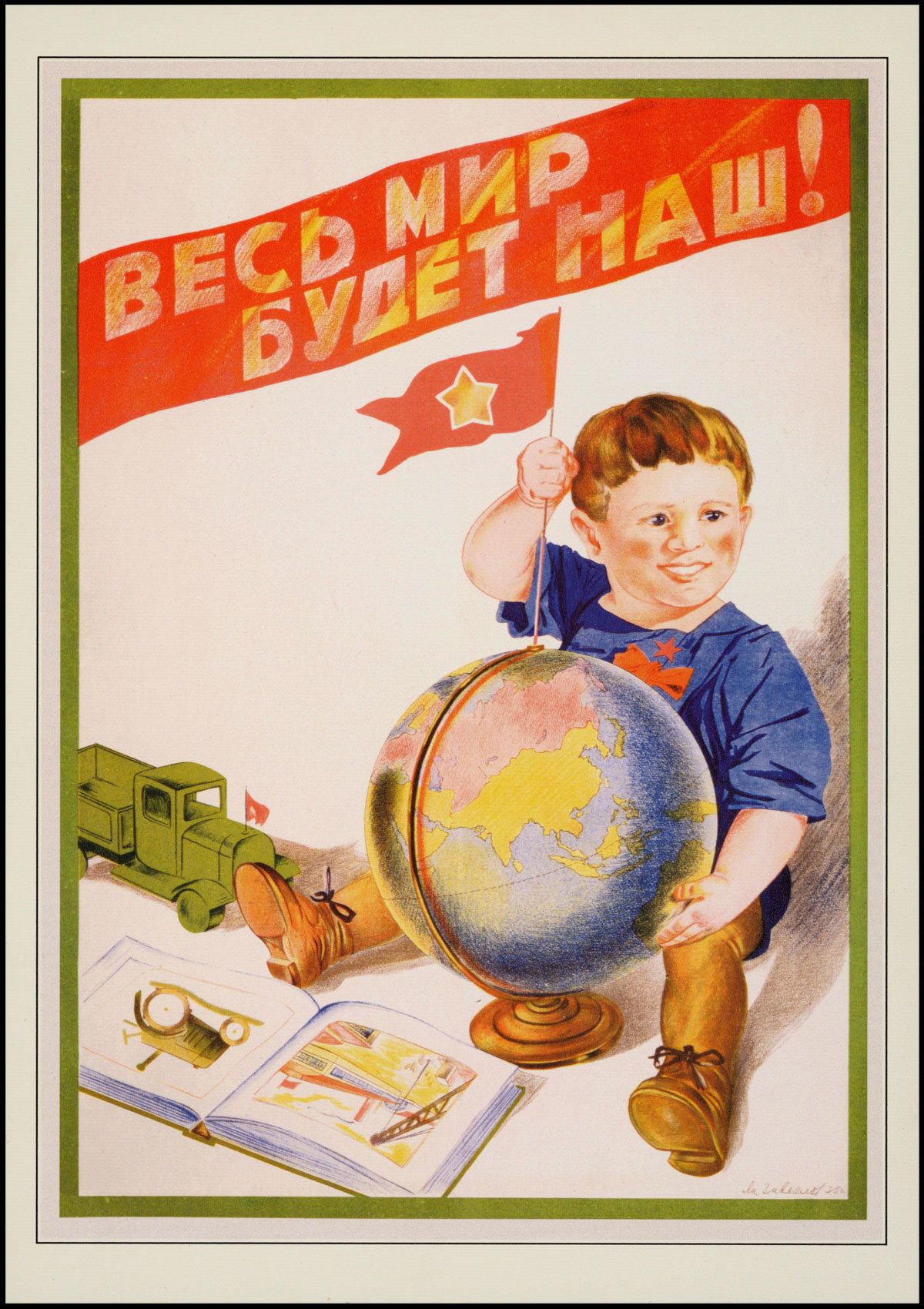
Пропагування більшовицької «ідеї», 1920

Путіні́зм — загальні риси владного режиму, політичної ментальності та російської державної ідеології, які склалися в Російській Федерації з початку 2000-років. Ранній путінізм базувався на необхідності «наведення порядку» для забезпечення цивілізаційного просування Росії. Як ідеологічне забезпечення раннього путінізму виступали зростання впливу Росії в клубі розвинутих країн, проведення на території Росії значимих політичних та культурних заходів тощо.

### Сучасний путінізм
Сучасний путінізм базується на необхідності ствердження Росії як одного з центрів «багатополярного світу» з намаганням відродження політичного статусу, втраченого СРСР. Як ідеологічне забезпечення сучасного путінізму виступають намагання відродження СРСР, які здійснюються як на ідеологічному фронті, так і явним або прихованим використанням військової сили.

### Кібервійна— інформаційна війна в інтернеті
10 травня 2014 року, за повідомленнями ЗМІ, Росія здійснила операцію кібернетичного шпигунства, атакувавши мережі Міністерства закордонних справ Бельгії шляхом заслання комп'ютерного вірусу, що копіював документи, пов'язані з «українською кризою». Водночас особи, безпосередньо причетні до кібератаки, не були ідентифіковані
14 січня 2022 року російські хакери здійснили кібератаку на урядові сайти України.
Після кібератаки на сайтах з'явилось таке повідомлення: «Українець! Всі ваші особисті дані були завантажені в загальну мережу. Всі дані на комп'ютері знищуються, відновити їх неможливо. Вся інформація про вас стала публічною, бійтеся і чекайте гіршого. Це вам за ваше минуле, сьогодення і майбутнє. За Волинь, за ОУН УПА, за Галичину, за Полісся і за історичні землі».
Повідомлення було написано трьома мовами: Українською , Польською і російською.
У Польщі кажуть, що це спроба погіршити відносини між Україною та Польщею

#### Внутрішні об'єкти пропаганди
Об'єктом внутрішньої пропаганди є громадяни Росії. Як механізми пропаганди застосовуються приховування невигідних фактів та акцентування уваги на вигідних, демагогія та відверта брехня. Так, наприклад, ЗМІ не приділяють уваги масштабній корупції, але пропагують чесноти російських поліцейських.
Як об'єкт внутрішньої пропаганди також виступають діти. Так, наприклад, в Росії видаються дитячі книжки з вихвалянням Путіна та провладної партії «Єдина Росія», діти також залучаються до відвертих пропагандистських заходів.
Державна російська пропаганда розглядає територію сучасної Української держави як історичні «російські землі», формуючи такі погляди у громадян Російської Федерації з дитинства. Основним джерелом формування поглядів на українські землі є шкільний підручник з історії. До цього висновку аналітик Центру громадянської просвіти «Альменда» Олег Охредько прийшов, розглянувши шість підручників з історії Росії для 6 класу, на основі яких російські вчителі готують власні робочі програми.

#### Псевдоборотьба проти фашизму і нацизму
Не зважаючи на поширення в Росії фашистських та нацистських рухів, в ЗМІ активно проводиться боротьба з цими явищами за надуманими приводами. Проводиться пропаганда щодо заборони ряду мультфільмів.

#### Зовнішні об'єкти пропаганди
- Російська діаспора, емігранти — російські національні меншини в інших країнах, так званий російський світ
- іншомовне населення світу, зокрема англомовне, іспаномовне, німецькомовне, арабське

### Перехід до дезінформаційної війни

#### Організація системного тролінгу в інтернеті
Влітку 2013 року в історичному районі Санкт-Петербурга — Ольгіно — був заснований офіс, призначений для здійснення російської пропаганди через інтернет. Співробітники офісу, найняті за гроші, постійно дописували та коментували у соцмережах, блогах, під новинами інтернет-видань тощо. Теми коментування та дописів стосуються переважно: критики російської опозиції; критики України, США, а також політиків цих держав; вихваляння Росії та російської влади. У 2014 році офіс переїхав на вулицю Савушкіна, яка розташована в тому ж районі Санкт-Петербурга.
- За даними Директора російського незалежного центру соціологічних досліджень «Левада» Льва Гудкова, з листопада 2013 року, коли почалися масові демонстрації в Києві, до кінця лютого 2014 року, коли був зміщений президент Віктор Янукович, явна більшість росіян вважала те, що відбувалося в Україні — її внутрішнім питанням, в яке Росія не повинна втручатися. Але:

|  | Розпочата в 20-х числах лютого 2014 року пропагандистська кампанія, незвичайна за своєю інтенсивністю, тотальністю і агресивністю тону, різко змінила настрої в суспільстві. Пропаганда оглушила людей, вони перебувають у збудженому стані, всі імперські комплекси оживлені. Ефективність пропаганди пов'язана з тематикою безпосередньо.[37] |
- Знаний економіст і колишній радник Путіна Андрій Ілларіонов виявив добре видимий парадоксальний феномен — розбіжність, або «несинхронну, неузгоджену поведінку найважливіших економічних і соціологічних індикаторів» країни, яку він назвав «путінські ножиці» — тільки за період січень-жовтень 2014 при сталому падінні основних економічних показників, які визначають рівень добробуту населення Росії, а саме: промислове виробництво (−0,7 %), валютний курс рубля (−17,4 %), ціни на нафту (−7,9 %), міжнародні резерви РФ (-10,9 %), індекс фондового ринку Росії (−22,2 %) — індекс підтримки влади і схвалення політики Путіна, навпаки — стабільно зростав (+32,3 %). Андрій Ілларіонов пояснює це безпрецедентним успіхом дезінформаційної війни:|  | Вочевидь тим, що пропагандистська (т. зв. «інформаційна») обробка свідомості значної кількості російських громадян досягла такої глибини і деталізації, таких масштабів і такої витонченості, що режиму вдалося домогтися створення у багатьох людей системи сприйняття навколишнього світу, у великій мірі не лише відірваної від його реальної картини, але і такої, що не має нічого з нею спільного. Іншими словами, інформаційному спецназу путінського режиму вдалося домогтися набагато більш вражаючої перемоги, ніж спецназу ГРУ, що окупував Крим. Той зміг захопити півострів з двома з гаком мільйонами жителів, цей — свідомість 123 мільйонів (86 %) жителів Росії. |
- 18 березня 2014 року міжнародний відео-сервіс Youtube заблокував акаунт державного пропагандистського телеканалу Russia Today за «обман, поширення спаму, неприпустимий вміст у відео»[39].

## Пропаганда і війна проти України

### Пропаганда агресивної війни проти України
У зв'язку з військовою агресією Російської Федерації проти України, як один із напрямків інформаційної війни агресором використовується пропаганда війни через засоби масової інформації, а також представниками керівництва країни та наближеними до нього політичними діячами і науковцями.
Російська пропаганда виправдовує та прикриває фактичну агресію та війну Росії проти України, яка ведеться за допомогою створених Росією на території України проросійських маріонеткових сепаратистських формувань ДНР і ЛНР. Заперечуючи російську агресію та війну проти України, російська пропагандистська машина намагається створити хибне, ілюзорне враження, що російсько-українська війна ведеться тільки самими ДНР та ЛНР без російської участі і підтримки. Російська пропаганда намагається подати факт утворення ДНР та ЛНР як їхню самостійну війну проти України; як виключно внутрішню проблему України, спричинену незадоволенням населення Донбасу подіями Євромайдану.
З іншого боку російські ЗМІ усіляко демонізували в очах російського та світового суспільства керівництво України.
Керівництво Російської Федерації, виправдовуючи необхідність російського військового вторгнення в Україну після самоусунення президента України Віктора Януковича, почало вживати в підконтрольних ЗМІ щодо органів влади в Україні термін «хунта» у словосполученнях: «київська хунта», «фашистська хунта», «нацистська хунта» — демонстративно ігноруючи сам факт легітимності та конституційної законності законодавчої та виконавчої гілок влади України Звинувачення влади України у нацизмі та опис України як нацистської держави є одним з головних наративів кремлівської та прокремлівської пропаганди, не дивлячись на те, що Верховна Рада України прийняла закон про засудження націонал-соціалістичного режиму.
Безпосереднім джерелом брехливої російської пропаганди є президент Росії Путін. Наприклад, Путін спочатку категорично заперечував наявність російських військових в Криму перед та під час проведення незаконного референдуму щодо від'єднання Криму від України, а пізніше сам визнав, що російські військові забезпечували та охороняли проведення цього референдуму.
Супротивників війни з Україною у РФ В. Путін називає не інакше як «зрадниками» та «п'ятою колоною».
Вже з вересня 2008 року А. Дугін,— російський фашист, що його називають «мозком Путіна»,— вимагав вторгнення в Україну та інші країни, що раніше входили до складу СРСР:
|  | Радянська імперія буде відновлена різними засобами: силою, дипломатією, економічним тиском... Все буде залежати від місця та часу |

Олександр Дугін у своїй книзі Основи геополітики: Геополітичне майбутнє Росії, яка мала значний вплив на російську військову, поліцейську та зовнішньополітичну еліту, стверджував, що Україна повинна бути анексована Російською Федерацією, тому що нібито «Україна як держава не має геополітичного значення, особливого культурного імпорту чи загальнолюдського значення, географічної унікальности, етнічної винятковости, її певні територіальні амбіції становлять величезну небезпеку для всієї Євразії і без розв'язання проблеми „українського питання“, говорити про континентальну політику взагалі безглуздо. Не можна дозволити Україні залишатися незалежною, якщо вона не буде санітарним кордоном, що було б теж неприпустимо». Книга мала колосальний вплив на зовнішню політику Владіміра Путіна, що врешті призвело до російсько-української війни.
У квітні 2014 року за розпалювання міжнаціональної ворожнечі та пропаганду війни в Україні було заборонено ретрансляцію чотирьох російських телеканалів. Одночасно в Литві заборонили мовлення двох російських каналів.
13 квітня 2014 року Генеральний секретар НАТО Андерс Фог Расмуссен у заяві, опублікованій на сайті альянсу, звинуватив РФ у пропаганді війни і бажанні повалити владу в Україні.
У травні 2014 року у мережі з'явився рекламний ролик, створений восени 2013 року на замовлення Міноборони РФ, що агітує вступати до лав збройних сил РФ. Цей ролик викликав критику за пропаганду війни і його оригінал видалили з відеохостингу Vimeo (тепер він опублікований лише на Youtube).
Для пропаганди використовуються навіть передачі для дітей.
Режим Путіна для обґрунтування агресії проводить у пропаганді чітку розподільчу лінію між «нашими» та «фашистами» в Україні, де «наші» — це російськомовні мешканці «Південного Сходу України» і «Новоросії», а «фашисти» — це україномовні «неонацисти», «бандерівці», «карателі НАТО» та «військові злочинці». Водночас керівництво Росії продовжує пропаганду насильства відносно «не наших» як щось бажане та, навіть, обов'язкове.
Так, журналісти телеканалу Міністерства оборони Росії «Звезда» Євген Давидов та Микита Конашенков, які таємно знімали блокпости українських силовиків та передавали інформацію про них, визнали, що спотворювали та вигадували інформацію про події на сході України за вказівкою керівництва каналу, зокрема, про нібито використання українськими силовиками «фосфорних бомб» та установок «Град» проти мирного населення. В той час, як насправді з російських БМ-21 «Град» обстріли мирного населення неодноразово вели проросійські терористи «ДНР» і «ЛНР» та підрозділи збройних сил РФ, як з території РФ, так і на території України, а самі ракетні установки неодноразово незаконно поставлялися з території Росії. Проте, навіть після з'ясування таких деталей, державні російські телеканали продовжують розповідати населенню про обстріли мирних мешканців «усього Південного-Сходу України» «бойовиками так званої Нацгвардії» в рамках «карательної операції Києва» при тому, що українська влада була вимушена боротися з озброєними та засланими з Росії бойовиками та озброєними Росією місцевими сепаратистами. Пізніше сепаратисти, зазначаючи, що Росія офіційно не визнає свою участь у військовому конфлікті, на своїх популярних ресурсах самі визнали головну та вирішальну роль Росії у військовій підтримці сепаратизму на Донбасі та пряме російське вторгнення, яке спричинило оточення українських військ під Іловайськом. Також російська пропаганда, звинувачуючи українську сторону в обстрілах житлової інфраструктури Донбасу, не бере до уваги численні факти розміщення сепаратистами своїх бойових позицій та ведення ними вогню з самих житлових будинків та територій житлових кварталів, використовуючи житлову інфраструктуру як щит проти відповідного вогню ЗСУ.
8 липня 2014 року на російському пропагандистському сайті «Комсомольська правда» з інтервалом в 3 години вийшло дві статті у дусі фейку на основі сюжету радянського кіно про війну: у першій статті нібито терорист «ЛНР» з Молодогвардійська Олександр Скрябін, героїчно підриває себе гранатою, з метою «не потрапити до рук бойовиків нацгвардії» — «снайперів, які розстрілювали з гранатометів», при цьому «вдома у героя залишилася жінка і двоє дітей». А через 3 години, в іншій статті того ж сайту цей же терорист вже не просто підірвався, а «врятував товаришів» — «не пошкодував свого життя і загинув як герой, кинувшись під танк», тільки вже не з гранатою, а зі «зв'язкою гранат». Насправді ж, вказана людина померла ще 29 вересня 2011 року. Російські пропагандисти також не взяли до уваги, що протитанкові гранати за час останніх десятиліть вийшли з використання, а замість них у війську для боротьби з танками тепер використовують протитанкові гранатомети. Також механізм дії останніх протитанкових гранат, які використовувалися в СРСР, унеможливлював їх спрацювання у зв'язаному вигляді: у зв'язаної протитанкової гранати не розкривається стабілізатор польоту, що, своєю чергою, запобігає спрацюванню системи підриву гранати.
Російська пропаганда, навмисно перекручуючи факти, представляла розстріли українських військовослужбовців бойовиками ДНР та ЛНР як вбивства, вчинені іншими українськими військовими підрозділами. Так, російські ЗМІ представили розстріл військовослужбовців ЗСУ на блок-посту під Волновахою бойовиками ДНР у ніч з 21 на 22 травня, як напад, вчинений «українськими бойовиками» нібито за відмову військовослужбовців на блок-посту вбивати мирних жителів. Однак, пізніше лідери сепаратистів підтвердили, що напад на блок-пост ЗСУ був вчинений терористами ДНР.

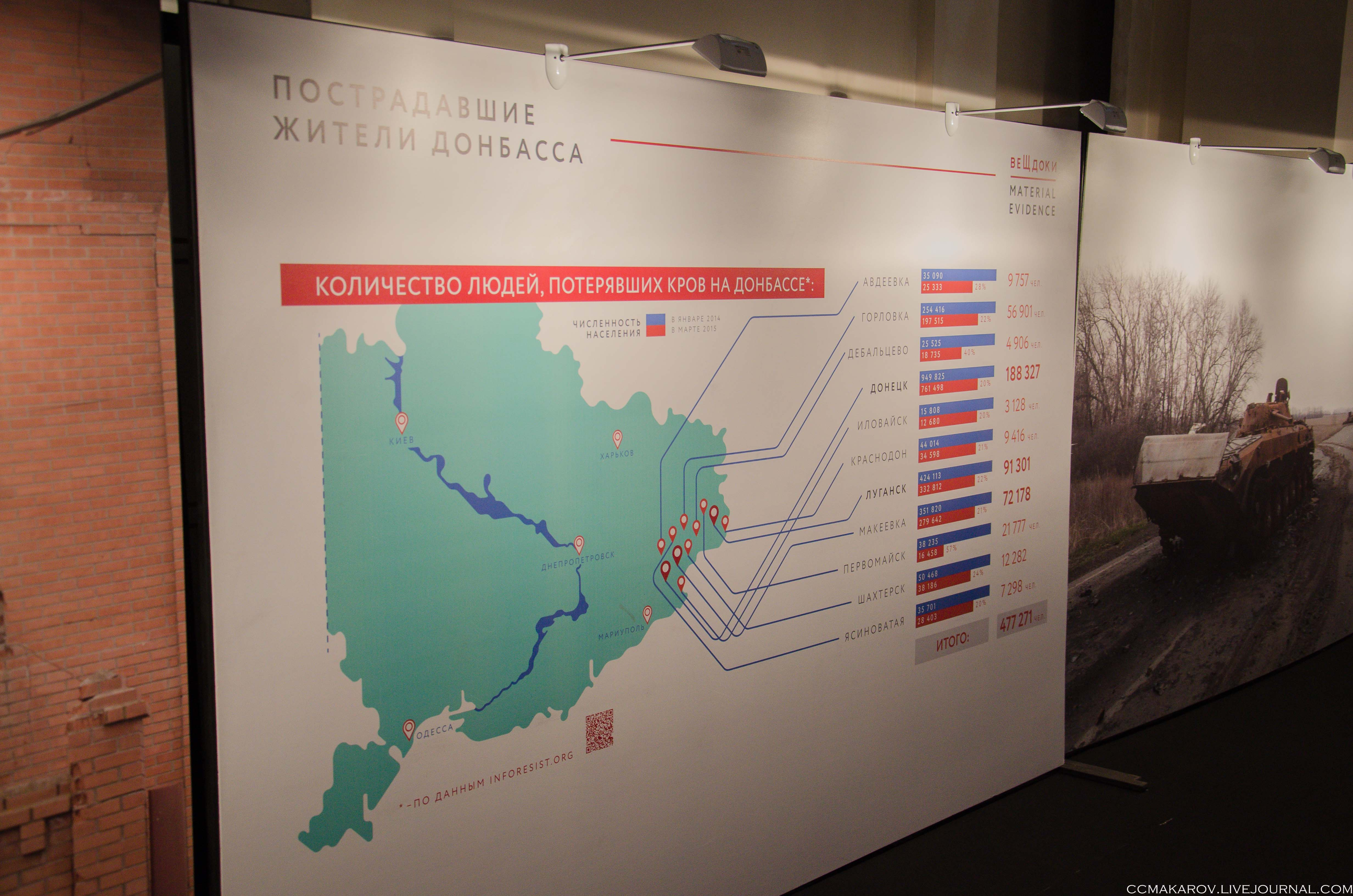
Виставка у Москві, присвячена наслідкам війни на сході України. Хоча на цьому стенді сказано про людей, які «втратили дах над головою», у першоджерелі йдеться про переселенців. Таким чином виникає враження значно важчих наслідків війни ніж є насправді

Щоб в очах пересічного російського громадянина створити уявлення про (фактично міфічні) «звірства» української армії, російське телебачення поширило брехню про «розіп'ятого хлопчика» в Слов'янську, яку пізніше спростовували жителі Слов'янська. Російський опозиціонер Олексій Навальний запропонував судити авторів цього фейку про події в Слов'янську після звільнення міста армією України.Після цього випадку російські ЗМІ продовжують поширювати різні небилиці про «звірства карателів» «хунти» в зоні АТО. Так, у 20-х числах листопада 2014 року на телеканалі Росія-1 розповіли вигадану історію про жінку, яку нібито зґвалтували «карателі» під час епілептичного нападу в автобусі.
Російська пропаганда неодноразово, без будь-яких доказів, повідомляла про жорстоке ставлення до полонених сепаратистів з боку українських військових, замовчуючи при цьому зняті на відео факти жорстокого поводження сепаратистів та чеченських найманців, які воюють на стороні сепаратистів, з українськими військовополоненими та випадковими підозрюваними людьми.
5 липня СБУ відкрила кримінальне провадження проти радника президента РФ Сергія Глазьєва за публічні заклики до розв'язування військового конфлікту з Україною.
У РФ створена низка інформаційних ресурсів, які розміщують інформацію щодо «злочинів» українських силових структур, для чого спеціально провадять постановчі зйомки на території Росії.
Восени 2014 року було виявлено одну з агітаційних бригад російських пропагандистів в Польщі, які брали участь у низці міжнародних конференцій для пропагування в Європі російської дезінформації щодо України, «захопленої американцями». Крім того, використовували польських безхатченків, які мали грати роль «біженців з Донбасу»..
Всі ці дії згідно з законодавством Російської Федерації є злочинами «проти миру та безпеки людства»: Стаття 354 Кримінального кодексу. Публічні заклики до розв'язування агресивної війни.
Міністерство оборони Росії на пресконференції щодо збитого малайзійського Боїнга-777 21-го липня 2014 року видало сфальшовану фотографію перебування нібито українського ЗРК «Бук» в Красноармійську. Російська пропаганда 14-го листопада 2014 року видала в ефір сфальшовані «докази» про збитий Боїнг-777.
Російська влада та російські ЗМІ заявляють, що війна на сході України є виключно внутрішньою українською проблемою, заперечуючи численні факти причетності Росії до військового конфлікту на Донбасі.

### Війна проти України як телешоу

#### Методика
Російський журналіст, політик і системний критик путінського режиму Ігор Яковенко порівнює методику діяльності російської пропаганди з сюжетом голівудського культового фантастичного бойовика-трилера 1980-х років «Людина, що біжить». У фільмі для телешоу використовуються окремі живі люди, яких на потіху публіці переслідують і вбивають спеціально навчені вбивці. Для того, щоб глядачі були на боці вбивць і не відчували жалю до жертв, постановниками фільму вигадуються і пред'являються спеціальні легенди, в яких жертва постає в ролі «кривавого злочинця», який повинен понести заслужену кару.
Яковенко вважає, що російське політичне «телешоу» вийшло за рамки голівудського фантастичного бойовика. Путінській шоу-пропаганді як жертва потрібна тепер ціла країна, яку, щоб глядачам її не було шкода, оголошують «фашистським агресором». «— Біжи, Україна, біжи!», — так повинно зватися безперервне російське телешоу на думку І. Яковенка. Це «шоу» демонструвалося росіянам майже весь 2014 рік і продовжує демонструватися у 2015-му — і це незворотно змінило ментальність і психіку більшості населення Росії.
Навесні 2020 року російський «розважальний» телеканал ТНТ (телеканал) розпочав показ реаліті-шоу «Солдатки», знятого в одній з захоплений військових частин в Криму, яке пропагує військову службу серед молоді та зневагу до тих, хто її уникає.

#### Цікаві факти, інциденти
- Під час чотиристоронніх переговорів глав держав у Мінську 11 лютого 2015, акредитованого журналіста телеканалу «Росія» Павла Зарубіна вивели з залу Палацу Незалежності через чорний хід після того, як він почав кричати Петру Порошенку: «Навіщо ваші війська бомблять мирних жителів?»[125].
- Під час цієї ж зустрічі кореспондент LifeNews Олександр Юнашев гавкав як пес на українських журналісток[126].

## Пропаганда агресивної війни проти України після вторгнення Росії в Україну 24 лютого 2022 року

### Створення фейкових новин російськими ЗМІ
Протягом нового витка російсько-української війни, розпочатого 24 лютого, російські ЗМІ, контрольовані владою, продовжили практику створення брехливих (фейкових) новин, яку вони проводили з 2014 року. Серед таких новин як усні вигадані повідомлення, так і постановочні вигадані новини з відеорядом.
Телеграм-канали масово поширювало на початку вторгнення неправдиву інформацію про перебіг війни, зокрема, що керівництво України нібито покинуло країну або підписало договір про капітуляцію, населення захоплених міст зустрічає російських окупантів як «визволителів», розмови та повідомлення громадян прослуховують і прочитують українські спецслужби за правилами «воєнного часу» тощо.
7 березня окупанти завезли на Запорізьку АЕС 14 журналістів-пропагандистів для зйомки «вдячних за визволення працівників електростанції» та для виправдання агресії і запевнення громадян РФ, що ЗАЕС в цілковитій безпеці.
За повідомленням уповноваженої Верховної Ради з прав людини Людмили Денісової 6 квітня, російські військові викрадають українських цивільних чоловіків, щоб видавати їх за військовополонених. Свідчення російських воєнних злочинів РФ активно заперечує, називаючи їх підробками.
Яскравим свідченням впливу російської пропаганди на свідомість людини стало відео зняте 4 квітня 2022 року у місті Рязань «Нащо ти мені скло розбив?» (рос. «Ты нахера мне стекло разбил?»), де чоловік розбив лобове скло на автівці випадкового водія, а на запитання нащо він це зробив, той відповів «мені на війну треба з Україною»

### Контроль над ЗМІ в Росії
В РФ місцевим ЗМІ заборонили використовувати слово «війна» у матеріалах, що стосуються «воєнної операції» Росії в Україні.
3 березня 2022 року Комітет Держдуми Росії з держбудівництва та законодавства схвалив поправку про запровадження відповідальності та штраф до 5 млн рублів або позбавлення волі терміном до 15 років за «публічне поширення завідомо неправдивої інформації про використання Збройних сил Російської Федерації». Депутати Державної думи РФ схвалили у першому читанні поправки до Кримінального Кодексу про покарання до 15 років позбавлення волі за «дезінформацію про дії Збройних сил РФ у воєнних операціях». Перші карні справи за цими поправками були відкриті в Росії в Томській області 16 березня 2022 року проти пересічних громадян (див. Антивоєнні протести в Росії (2022)). В росії часто порушують кримінальні справи проти людей, які виступають проти війни росії проти України і поширюють правдиву інформацію про цю війну.
Російська Федеральна служба з нагляду у сфері зв'язку, інформаційних технологій та масових комунікацій звернулася до цілої низки ЗМІ з вимогою про видалення «недостовірної інформації про спеціальну воєнну операцію ЗС Росії із захисту Донбасу». Згодом на вимогу Генпрокуратури Роскомнадзор заблокував доступ до інтернет-ресурсів радіостанції «Ехо Москви» та телеканалу «Дождь». Заблоковано також телеканал «Настоящее время», створений «Радіо Свобода» з участю «Голосу Америки», радіостанцію «Ехо Москви», «The Village», «Тайга.інфо», «DOXA», «The New Times» та низку українських видань. Після початку бойових дій в Росії протягом тижня було заблоковано кілька ЗМІ, зокрема були закриті опозиційні канали «Дождь» і «Ехо Москви».
29 березня 2022 Роскомнагляд звернувся до адміністрації Вікіпедії з вимогою стерти правдиву інформацію про війну Росії проти України.

### Російська пропаганда щодо війни Росії проти України

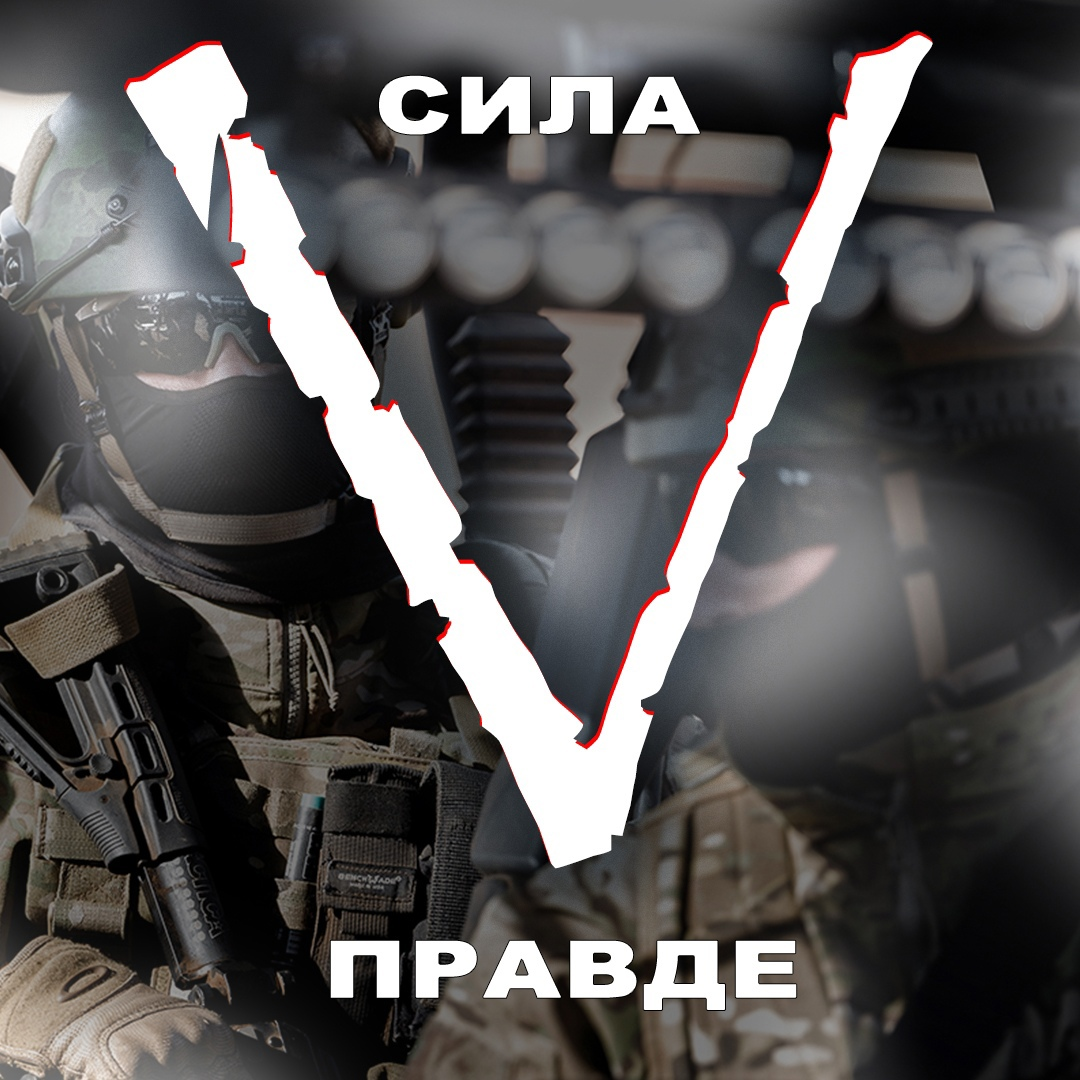
Російський плакат на підтримку її агресії з маркуванням морської піхоти

Президент Росії Путін і російська пропаганда називають агресивну війну Росії проти України, яка супроводжується вторгненням Росії з південного, східного та північного кордону України, «спеціальною воєнною операцією на Донбасі» з метою «демілітаризації та денацифікації України». Неонацизм є головною темою проросійської пропаганди, він приписується чинній українській владі та її союзникам. Насправді в Україні відсутні ознаки нацизму, а це зокрема: територіальні амбіції, спонсований державою тероризм, расизм, нестримний расовий антисемітизм, фанатизм, диктатура, пропаганда агресивної війни, імперські амбіції. В Україні 2015 року прийнято закон про засудження комуністичного та націонал-соціалістичного (нацистського) тоталітарних режимів в Україні та заборону пропаганди їхньої символіки. В Україні прийнято закон про запобігання та протидію антисемітизму і про кримінальну відповідальність за антисемітизм. Незважаючи на наявність в українському суспільстві окремих елементів ксенофобії, ніякої широкої підтримки нацизму та ультраправої ідеології нема ні в уряді, ні в армії, ні на виборах. Президентом України став російськомовний єврей Володимир Зеленський, який виграв президентські вибори 2019 року, в той час як його опонентом був українець; в ході парламентських виборів 2019 року ультраправі націоналістичні партії не змогли отримати жодного місця у Верховній раді України. Проти звинувачень України в нацизмі висловилися провідні політики й авторитетні дослідники нацизму та геноциду: Генеральний секретар ООН Антоніу Гутерріш, канцлер Німеччини Олаф Шольц, голова комісії ЮНЕСКО щодо попередження геноциду Александр Гінтон і приблизно 150 вчених-істориків з різних країн, які підписали спеціальну заяву з цього приводу. З критикою звинувачень Путіна на адресу Зеленського в неонацизмі і геноциді виступили Меморіальний музей жертв Голокосту в Освенцимі і Меморіальний музей Голокосту у Вашингтоні. Путін також висловлювався, що країни НАТО підтримують неонацистів.
Російським школам роздали методички, як виправдовувати війну Росії проти України перед дітьми. У російських школах запровадять уроки про війну з Україною. Пропаганду проводять також серед дітей у дитячих садках Росії. У російських вишах проводять пропагандистські лекції на виправдання війни з Україною (часто замість звичайних пар) і рекомендують розміщувати на сайтах вишів, фасадах і в авдиторіях символ Z. В Росії продають паски, прикрашені головним символом російського нацизму — білою літерою Z на зеленій глазурі. Росіяни переписують підручники з історії: прибирають згадки про Україну і Київ.
Протести в Росії проти війни не отримали висвітлення у провладних ЗМІ. За участь у протестах поліція затримала вже понад 6 тис. людей.
Дослідження охопило прокремлівські інформаційні ресурси, що діють у Криму — «РИА Новости. Крым», «Крыминформ», «Севастополь Медиа», «Комсомольская правда Крым», «Крымское информационное агентство».
До вибірки потрапили всі матеріали зі згадками про російську війну та Україну за період 25-27 січня 2023 року.
-                Покарання за дискредитацію армії РФ — 31 %;
-                Вшанування памяті та допомога учасникам «СВО» — 27 %;
-                Транспортне сполучення Криму з окупованим півднем — 12 %;
-                Західне управління — 12 %;
-                Зеленський на кримському ТВ — 6 %;
-                Заяви кримських чиновників про Україну — 6 %.
Третина матеріалів військової тематики про джерело окупації Криму (31 %) присвячена загрозі дискредитації російських військових та українській підривній діяльності на території Криму. Цікаво, що цю дискредитацію, за даними окупаційних ЗМІ, здійснили самі кримчани.
Ось деякі вибірки з інформаційних ресурсів у Криму за останні дні: «Сейчас Аксеновым перед министерством информации будут ставиться жесткие задачи, потому что российские власти проигрывают в информационной войне. На информационном фронте идут очень значимые сражения за умы крымчан, и, судя по росту проукраинской активности в Крыму, видно, что и эти битвы огромная армия прикормленных российской властью журналистов, общественников, политологов и блогеров проигрывает с треском. Неудивительно, что в Крым стали подтягивать „тяжелую артиллерию“ в виде крупных спецов в этой сфере. Так, в июне сюда приезжает с выступлениями „Мысли о насущном“ политолог и бывший высокопоставленный государственный деятель Израиля Яков Кедми, получивший персональные санкции от ЕС за оправдание российской агрессии против Украины».
Зарема Сеитаблаева, крымчанка, блогер (имя и фамилия автора изменены в целях безопасности). Роскомнадзор пытается заблокировать доступ к сайту Крым. Реалии. Беспрепятственно читать Крым. Реалии можно с помощью зеркального сайта: https://dwdo7ovou46x7.cloudfront.net/ следите за основными новостями в Telegram, Instagram и Viber Крым. Реалии. Рекомендуем вам установить VPN.

### Російська пропаганда на окупованих територіях
Більшість локальних російських пропагандистських каналів, орієнтованих на українців з окупованих територій, створювались після 2022 року. Спочатку це були лише Телеграм-канали, а згодом до них долучилась обмежена частина місцевих ЗМІ, в яких працюють журналісти-колаборанти. Одночасно зі створенням нових каналів окупанти блокують інші джерела альтернативної інформації. Українських користувачів також змушують переходити на російські соціальні мережі і онлайн ресурси, в тому числі ВК, Телеграм, які контролюються російськими спецслужбами завдяки тому, що сім-карти в росії не є анонімними. У такий спосіб українських користувачів висмикують з прозахідного та проукраїнського інформаційного простору і заштовхують в російське соціально-інформаційне середовище, а згодом відстежують їх активність. Люди, позбавлені нормальних новин, змушені втамовувати інформаційний голод російською пропагандою і викривленими новинами.
Доктор Джейд Макглінн, наукова співробітниця кафедри воєнних досліджень Королівського коледжу Лондона детально дослідила методи, наративи та етапи російської пропаганди на окупованих територіях України після 2022 року, як окупанти занурюють населення окупованих територій у російську «паралельну уявну реальність», сутність якої можна підсумувати словами Сталіна «жить [за нової влади] стало лучше, товарищи, жить стало веселей». Вона вказує, що у російській пропаганді на окупованих територіях можна виділити два етапи. Першій етап пов'язується з пропагандистськими наративами про причини війни і про покращення життя після окупації. Наприклад, мешканцям окупованих територій нав'язується наратив, що війну у 2022 році спровокувала Україна за допомогою геноцида населення Донбасу (тобто агресор не росія, а нібито Україна). Для обґрунтування цієї думки наводитись фейки про нібито знайдених 130 жертв масового вбивства українцями місцевих жителів Донбаса, повідомлення про планування інших вбивств, наміри України щодо збройного нападу на ЛНР/ДНР. З іншого боку місцеві колаборанти були зобов'язані робити акцент на благодійності та щедрості росіян, братстві народів з радянського минулого, міфах про «Новоросію»  та інших подібних наративах. Незважаючи на зусилля росіян, пропаганда на окупованих територіях у 2022 році не досягла очікуваних результатів, і пропагандистські наративи почали змінюватись. Тому на другому етапі війна на окупованих територіях та згадки про «колишню» приналежність Україні окупованих територій почали замовчуватись. Пропагандистські наративи почали все частіше доносити росіяни, а не місцеві колаборанти. Окупанти визнали невдачу пропаганди, орієнтованої на місцеве населення, і вирішили змістити фокус пропаганди на власне населення рф. Адже росіянам треба дати гарну картинку, а не бентежити воєнними проблемами. Щодо місцевого українського населення цілі пропаганди змінились. Якщо раніше росіяни намагались переконати місцевих жителів, то зараз — настрахати і деморалізувати, змусити змиритись зі окупацією.
Росія також активно використовує стратегію "цифрової окупації" України за допомогою багатотисячної мережі прокремлівських ботів (фейкових акаунтів) в Telegram-каналах, які заповнюють мобільні телефони мешканців окупованих територій України локально таргетованою дезінформацією. Боти діють локально у невеликих громадах Запорізької, Донецької та Херсонської областей, публікуючи похвалу Росії, критику України, затягуючи українських громадян в так званий «русский мир».

## Фальсифікація заяв лідерів іноземних держав
Під час візиту до Москви канцлера ФРН Ангели Меркель та спільної з Путіним пресконференції 10 травня 2015, Ангела Меркель оприлюднила таку оцінку політики Росії Німеччиною:
| Через злочинну та такою, що порушує міжнародне право, анексію Криму і військовий конфлікт на Сході України ця співпраця серйозно постраждала; тому що ми вбачаємо в цьому порушення основ загальноєвропейського мирного порядку.[191]Оригінальний текст (нім.) Durch die verbrecherische und völkerrechtswidrige Annexion der Krim und die militärischen Auseinandersetzungen in der Ostukraine hat diese Zusammenarbeit einen schweren Rückschlag erlitten schwer, weil wir darin eine Verletzung der Grundlagen der gemeinsamen europäischen Friedensordnung sehen. |
Ця фраза залишилася незмінною і в друкованому варіанті на офіційному сайті уряду ФРН. Однак, жодне з державних російських ЗМІ, в тому числі телебачення, не навело цю фразу повністю — слово «злочинна» було вилучено російською цензурою, і, в першу чергу, воно було «пропущено» «синхронним перекладачем» навіть у «повній версії» відеотрансляції російського ТБ. На це звернули увагу світові ЗМІ. Слово «злочинна» зникло з усіх текстів офіційного російського перекладу заяви Ангели Меркель, в тому числі на інтернет-сайті президента Росії, будучи зміненим на щось м'якше.

Кореспондент «Німецької Хвилі» в Москві Борис Райтшустер написав з цього приводу на своїй сторінці в Фейсбуці:
Меркель стала жертвою Кремлівської цензури: на російському телебаченні, що проводило трансляцію прес-конференції канцлера і Путіна, пропустили слово «злочинна» у фразі про анексію Криму. Зате хоч видно, як Путін в цей момент хапається за ніс
У газеті «Известия» у заголовку статті було наведено фразу, яку, начебто, сказав президент США Барак Обама у інтерв'ю The Atlantic: «Путін ввічливий, чесний та пунктуальний». В оригінальному тексті цієї фрази не було. «РИА Новости» перекрутило відповідь Президента США журналісту CBS Стіву Крофту під час інтерв'ю 11 жовтня 2015 року. Воно ж розтиражувало викривлений переклад інтерв'ю Джорджа Сороса агентству Bloomberg.

## Метод «конструювання» реальності
Колишній секретар спілки журналістів Росії і депутат Держдуми РФ Ігор Яковенко виділив 4-ступеневу типологію зв'язку між подіями в російських ЗМІ та реальними фактами.
1. Подія є в ефірі РФ, але її немає, і ніколи не було в реальному житті. (Множину прикладів такого типу дає висвітлення російськими пропагандистськими ЗМІ війни з Україною — це і «розіп'яті хлопчики», «відрізані голови, відправлені родичам поштою», «сотні зґвалтованих трупів» та подібне інше);
2. Подія є в житті, вона досить значима, але неприємна або господарям ЗМІ, або провідним співробітникам, тому в ЗМІ її немає. (Приклад — нагородження фільму Андрія Звягінцева «Левіафан» престижною премією «Золотий глобус». Тріумф російського режисера Андрія Звягінцева супроводжувався мовчанням федеральних каналів та злими коментарями в інтернеті та друкованих ЗМІ);
3. Подія є в житті, вона вкрай неприємна і господарям ЗМІ і співробітникам. Тому її спочатку намагаються зробити неіснуючою, замовчують. Але потім, коли це стає вже неможливим, подія подається у настільки вивернутому вигляді, що аудиторія вже не розуміє, що сталося насправді. (Приклад — втеча російського солдата В. Пермякова з російської військової частини у вірменському місті Гюмрі і вбивство ним вірменської родини з шістьох осіб. Після перших пострілів автомат у солдата заклинило, тому грудне немовля він заколов багнетом. На масових акціях протесту вірмени вимагали видати дезертира вірменському правосуддю, оскільки вірмени не вірять правосуддю російському. У перші дні російські ЗМІ вдавали, начебто злочину не було. Але через кілька днів, коли протести населення переросли у масові, Дмитро Кисельов в «Вістях тижня» від 18.01.2015 заявив, що вбивця начебто є «прихильником однієї з протестантських сект Америки»).
4. Подія в реалі спочатку замислювалася як медійна, і фактично є частиною загального режисерського задуму. (Наприклад — такою телевізійною постановкою для масового російського глядача була анексія Криму та подальша війна з Україною. Тому активізація бойових дій сепаратистів досить точно збіглася із завершенням канікул у таких провідних пропагандистів як Соловйов, Кисельов, Зейналов, Толстой, Пушков та інших.
На думку Ігоря Яковенко, саме цей, четвертий варіант, останнім часом стає домінуючим.

Відомий російський публіцист Євген Іхлов вважає:
Особливе значення державна міфотворчість знайшла в рамках путінізму, оскільки перші його ідеологи школи Г. Павловського, широко розвиненої Сурковим, виходили з такої версії суб'єктивного ідеалізму, згідно з якою пропагандистська картина світу і є єдина реальність для населення.
Півстоліття тому Україна розглядалася як однією з найзатятіших ідеологічних баз совєтів. Форпост перед «загниваючим Заходом» мав бути політично витриманим. Тому освітяни УРСР працювали над формування «правильного» світобачення.
Російська державна пропаганда стала активно інтегруватися в інтернет-простір за фінансової підтримки влади. У разі загострення ситуації спецбригади «„Зелених чоловічків“ інтернет-простору» — спеціально підібрані коментатори, блогери, журналісти, які утворюють бригади з метою впливу на український інформаційний простір починають активне обговорення актуальних тем: «загниваючий захід», «американський імперіалізм» чи, як сьогодні, «бандерівців» тощо. Характерні ознаки таких бригад: цілодобова присутність на форумах, пластичність ідеології, яка завжди збігається з державною, безмежна відданість керівництву країни і його оточенню, повага й схиляння перед Всеросійською надзвичайною комісією з боротьби з контрреволюцією і саботажем, КДБ, ФСБ та ін.

## ЗМІ як «вид збройних сил»
Міністр оборони Росії Сергій Шойгу назвав засоби масової інформації РФ «ще одним видом Збройних сил».
Пропаганда є не тільки складовою авторитарної, а раніше тоталітарної держави, — вона є основою для сучасної російської ідентичності
Головним штабом з вироблення пропагандистських концепцій є Адміністрація президента Росії, де конкурують кілька центрів впливу. Домінуюче положення (положення куратора) займає перший заступник голови адміністрації — В'ячеслав Володін (з 27 грудня 2011, до цього цю посаду займав Владислав Сурков). У чинному російському законодавстві визначення «пропаганда» відсутнє як таке, попри те, що це поняття все ширше вживається.
Засоби поширення:
- LifeNews — російський телеканал, інтернет
- Russia Today — російський телеканал з мовленням 4 мовами, інтернет
- Комсомольська правда — міжнародне видання, інтернет
- Росія-24 — російський інформаційний телеканал, інтернет
- РИА Новости — інформагенція, інтернет
- Перший канал (Росія) — загальноросійський телеканал, інтернет
- Голос Росії — радіостанція з мовленням 38 мовами у 160 країнах, інтернет
- РЕН ТВ, Ізвєстія, 5 канал — «незалежний» холдинг, телеканали, інтернет
- Бригади тролів — чисельні організовані групи різномовних «коментаторів на зарплаті», інтернет

## «Гібридна» журналістика
Критики пропагандистської путінської машини (напр. Ігор Яковенко) називають такі російські мас-медіа як «Ехо Москви» та «Сноб» — «гібридними». Головний редактор «Еха Москви» Олексій Венедиктов — це «ходячий гібрид журналіста й піарщика». Він та його видання є провідною «ланкою ланцюга» між диктаторською державною владою та ліберальною частиною російського політикуму — з одного боку для випуску «пару», на кшталт «Літературної газети» часів СРСР; та з іншого боку — як канал «м'якого» впливу Кремля на помірковано опозиційну до влади російську інтелігентську аудиторію. Венедиктов, як вказує І.Яковенко, вкрай захоплений своєю грою з кремлівською владою, пишається своєю близькістю до Кремля і персонально до Путіна.
Підібрані та персонально проінструктовані Венедиктовим журналісти «Еха Москви» у проведенні редакційної політики, цілком зрозуміло, поміж іншого переходять кордони професійної етики, як це було у випадку з помічницею головного редактора Лесею Рябцевою, яка, беручи інтерв'ю, в прямому ефірі кілька разів нахамила письменнику та правозахиснику Віктору Шендеровичу.
Європейський парламент ще в листопаді 2016 року прийняв резолюцію, в який заявив, що «уряд Росії використовує широкий спектр засобів та інструментів, таких як аналітичні центри та спеціальні фонди (наприклад, „Русский мир“), спеціальні органи („Россотрудничество“), багатомовні телевізійні станції (наприклад, RT), псевдо новинні агентства та мультимедійні сервіси (наприклад, „Sputnik“), транскордонні соціальні та релігійні групи (…) соціальні мережі та інтернет-тролі, з метою кинути виклик демократичним цінностям, розділити Європу, отримати внутрішню підтримку та створити сприйняття східних сусідів ЄС як держав, що не відбулися» (так звані «failed states»), закріплюючи таким чином стратегію протидії інформаційній загрозі з боку Росії.

## Пропагандистська війна в інтернеті
Експансія на інтернет-простір країн Європи — наплив «кремлівських тролів» у мережу Фінляндії.
Окремим прикладом використання Росією ботів уTwitter, що впливали на політичні вподобання громадян інших держав був акаунт «@TEN_GOP», котрий був дуже помітним «голосом» у американських правих, за яким стежили понад 130 000 осіб, а деякі помічники Трампа робили репости його записів під час передвиборчої кампанії. Коли діяльність цього облікового запису була призупинена у липні 2017 року, то в мережі навіть почалися протести американських правих радикалів, не згодних із закриттям акаунту. Але вже в жовтні Twitter підтвердив, що акаунт «@TEN_GOP» був фейковим і керувався російським оператором, пов'язаним із так званою «фабрикою тролів» в Санкт-Петербурзі.

## Кадри сучасної пропаганди

### Політичні куратори
- Дмитро Пєсков — прес-секретар Путіна
- В'ячеслав Володін — чиновник адміністрації Путіна
- Владислав Сурков — чиновник адміністрації Путіна
- Гліб Павловський — організатор, «політтехнолог»
- Олександр Бородай (статус невідомий)

### Менеджери
- Дмитро Кисельов — адміністратор, телеведучий, «головний пропагандист Путіна»[212]
- Олексій Волін[ru] — заступник міністра зв'язку і масових комунікацій РФ
- Олег Добродєєв — гендиректор державної телекомпанії ВГТРК
- Костянтин Ернст — адміністратор, продюсерВолодимир Кулістіков[ru] — гендиректор НТВ
- Володимир Мединський — письменник, міністр культури РФ
- Маргарита Симоньян — головний редактор Russia Today
- Віталій Третьяков[ru] — гендиректор і гол.редактор «Независимой Газеты»

### Ідеологи
- Сергій Марков — політик, політолог
- Олександр Дугін — «філософ», ідеолог
- Наталя Нарочницька[ru] — історик, представник у Франції
- Андранік Мігранян[ru] — політолог, представник в США
- Володимир Лепьохін[ru] — політолог, радник Держдуми
- Микита Михалков[213] — кінорежисер, голова Союзу кінематографістів РФ
- Федоров Євген Олексійович — депутат Держдуми від партії «Єдина Росія»
- Карен Шахназаров — кінорежисер, гендиректор «Мосфільму»

### Пропагандисти
- Артем Шейнін — телеведучий
- Анатолій Кузічев[ru] — телеведучий
- Ольга Скабєєва — телеведуча
- Євген Попов — телеведучий
- Андрій Караулов — телеведучий
- Олександр Проханов — письменник
- Сергій Кургінян — політик комуністичного напрямку
- Андрій Колесніков — журналіст
- Михайло Леонтьєв — телевізійний огладач, програма «Однако»
- Едуард Лимонов — літератор, голова Націонал-більшовицької партії
- Аркадій Мамонтов[ru] — телеведучий
- Андрій Норкін — медіаменеджер, теле- та радіоведучий
- Олексій Пушков — журналіст, керівний діяч Держдуми[214]
- Леонід Радзиховський[ru] — коментатор-психолог[215]
- Володимир Соловйов — телевізійний ведучий
- Микола Стариков — публіцист
- Дмитро Стешин — кореспондент «Комсомольської правди»
- Костянтин Сьомін[ru] — телеведучий
- Максим Шевченко — телеведучий
- Захар Прилєпін — публіцист
- Петро Толстой — журналіст
- Анатолій Шарій — відеоблогер
- Сергій Доренко — журналіст
- Олексій Венедиктов — головний редактор радіо «Ехо Москви»
- Юлія Латиніна — журналіст, колумніст
- Семен Ерьомін — журналіст, військовий кореспондент

### Працівники шоу-бізнесу і мистецтва
- Михайло Пореченков — актор театру та кіно, телеведучий, режисер. У жовтні 2014 року незаконно перетнув державний кордон України та відвідав захоплений проросійськими збройними формуваннями Донецьк, де, разом із бойовиками ДНР, стріляв із кулемета, ймовірно по позиціях українських військових у Донецькому аеропорту.
- Іван Охлобистін — актор, режисер, сценарист, священнослужитель Російської Православної Церкви, тимчасово заборонений у служінні. Відомий гомофобними та антиукраїнськими шовіністичними висловлюваннями, а також завдяки підтримці сепаратистських терористичних організацій на території України.
- Валерій Гергієв — диригент, підтримав окупацію Росією Криму.
- Ганна Нетребко — оперна співачка (сопрано). Скандально відома завдяки фінансовій підтримці терористичної організації «ДНР».[216]

## Фінансування
Станом на 2012 рік Росія посідала (згідно з даними своїх державних ЗМІ) перше місце у світі за фінансуванням пропаганди, сумарно витрачаючи на неї 1,6 мільярда доларів США — більш ніж Китай та інші країни. При цьому, російська державна агенція РИА Новости висвітлювала цей факт таким чином, нібито перше місце у світі за фінансуванням державної пропаганди належить не Росії, а Китаю. Але навіть цифра «1,6 мільярда» стосується лише деяких, державних ЗМІ. Від 2011 року в Росії діє безпрецедентна путінська програма «Інформаційне суспільство (2011—2020 роки)», загальною вартістю 40,6 мільярда доларів, що дорівнює 4 мільярдам на рік. Мету програми можна охарактеризувати як стовідсоткове охоплення російськомовного населення земної кулі як державними засобами масової інформації, так і приватними, які розділяють державний стратегічний курс Російської Федерації. Також існують чисельні загони інтернет-бойовиків — «кремлівських тролів», які організовано й агресивно пропагують «лінію держави». Масштаби і географія їхньої активності вражають редакції таких авторитетних західних видань, як Washington Post, The Guardian, The New York Times, CNN та інші. У 2014 році дану програму буде виконано вже майже на половину: до кінця 2014 року сума державних коштів, витрачених на пропаганду «російських цінностей» зросте до 16,5 млрд доларів США.

## Лексика, меми
Див.також: Ідеологічні кліше у російськосвітній гібридно-месіанській стратегії агресії
- русофобія, русофоби
- Загниваючий Захід (ненависть та заздрість до розвинених Країн)
- Кримнаш (Крим у складі Росії)
- австрійський штаб
- вашингтонський обком
- піндостан, піндоси (американці)
- гейропа (Європа)
- ліберасти (про прихильників громадянських свобод)
- дерьмократи (про демократію)
- олігархи
- креакли
- біомаса
- націонал-зрадники[223]
- хачі (особи кавказької національності)
- чурки (жителі середньоазійських республік)
- бульбожори (білоруси)
- пшеки (поляки)
- лабуси (литовці)
- лабаті, гансики (латиші)
- чухонці, чухонія (естонці)
- макаронники (італійці)
- лягушатники (французи)
- правосеки (Правий сектор)
- ісламісти, терористи (особи арабської національності)
- бандерівці, западенці (жителі заходу України)
- фашисти (німці)
- спецоперація, антитерористична операція
- зачистки, зачистка місцевості
- силовики, силові структури
- національний лідер
- діди воювали (День Перемоги)
- війна з пам'ятниками і переписування історії (декомунізація в Україні, країнах колишнього соцблоку і країнах Балтії)
- київська хунта
- укропи (українці)
- пропагандистська акція Безсмертний полк

## Псевдоісторичні міфи російської пропаганди
- Київська Русь і Московія — це одна й та ж держава з прямою спадкоємністю історії[224]
- Князь Володимир-Хреститель був «загальноросійським князем», він «поклав початок створенню єдиної російської нації і фактично проклав дорогу до будівництва сильної централізованої Російської держави» (міфологема, озвучена Путіним в його урочистій промові в Кремлі з приводу 1000-роковин з дня смерті князя Володимира)[225]
- Сталін був ефективним менеджером[226]
- Голодомору не було, його вигадали «бандерівці». Усі фото-докази нібито взято з голоду у Поволжі[227]
- Сталінський терор і репресії — були вимушеними та корисними[228]
- СРСР ніколи не був союзником Гітлера[229]
- 1-у та 2-у світову, а також «Холодну війну» розпочав Захід[230][231][232]
- «Другий фронт» був не важливим[233]
- В Катині польських полонених вбили не чекісти, а німці у вересні 1941 року[234][235]
- Капіталізм — це міжнародна змова євреїв[236]
- Конгрес та уряд США — це «вашингтонський обком»[237][238]
- СРСР розвалили сіоністи Горбачов і Єльцин[239]
- Путін бореться з олігархією[240]
- Путін — це «Сталін сьогодні»[241][242]
- Путін — це «добрий» Гітлер до 1938/1939 року (кремлівський «політолог» Андранік Мігранян[ru])[243][244]
- Єльцин винний у приватизації 1990-х, а тепер завдяки Путіну «Росія встає з колін»[245]
- «Росіяни і українці — це один народ, один і той же етнос» (Путін[246][247])
- Україна — це не держава, українці — це не нація, не народ, а «відстала частина» росіян[248][249]
- «Україна — це не держава. …Частина її території — це Східна Європа, а частина, і значна, подарована нами!» (В. Путін Дж. Бушу на саміті Росія-НАТО 2008[250])
- «Ніякої України — тільки Малоросія», «українська державність — це блеф…, результат злочинного руйнування більшовиками Російської імперії», «українська мова штучно створена австрійцями та поляками з метою руйнування російської єдності»[251]
- Росіяни володіють «особливим генетичним кодом і це є однією з головних їх конкурентних переваг» («пряма TV-лінія з народом» Путіна, 17 квітня 2014[252][253])
- Дизайн банкноти 1 долара США створив російський художник-містик Микола Реріх[254]
- Американські астронавти (програма «Аполон») ніколи не були на Місяці (див.: Місячна змова)
- Захід (особливо США) хоче розчленувати Росію і привласнити її природні багатства[255][256]
- США бажають, щоб Росії взагалі не було як країни.(Микола Патрушев, голова Ради Безпеки РФ[257])
- Держсекретар США Мадлен Олбрайт начебто сказала, що Росії не належать ні Далекий Схід, ні Сибір і що США вважають, що Росія володіє природними багатствами «незаконно та незаслужено» (брехня про «слова» М.Олбрайт, багаторазово повторена секретарем Ради Безпеки РФ генералом армії Миколою Патрушевим[257][258])
- Росія за 10 наступних років «подвоїть свій ВВП» (пропагандистське гасло Путіна від 2003[259])
- Захід та США після падіння Берлінської стіни в 1990 обіцяли не розширювати НАТО на Схід (не приймати до себе країни — колишні сателіти СРСР) та не дотримали свого слова (міфологема Путіна, спростована Горбачовим[260])
- «Південний Схід України був подарований Україні Леніним (або Сталіним)»[261][262]
- «Захід України був подарований Україні Сталіним»
- «Північ України була подарована Україні російськими царями та імператорами»
- «Крим подарував Україні Хрущов»
- «Севастополь — місто російської військової слави»
- «Київ завжди розмовляв російською мовою»
- «Харків — перша столиця України»
- «Одеса — південна Пальміра»
- Євромайдан був організований націоналістами разом з США[263]
- В Україні відбулись єврейські погроми (офіційна заява МЗС Росії[264])
- Націоналісти, які незаконно прийшли до влади, почали війну зі своїм народом[263]
- 1й канал РТ в липні 2014 розповсюдив сюжет про «розп'ятого в Слов'янську 3-річного хлопчика». Сюжет виявився звичайною інсценуванням-інсинуацією російських ЗМІ в якому знялася «свідок» — професійна провокаторка Галина Пишняк[265][266][267]
- Арешт вищих корупціонерів ФІФА у рамках міжнародної кримінальної справи — це «скандал, спровокований американським ФБР»[268][269]
- Арешт російського державного майна Гаазьким арбітражним судом по справі ЮКОСа «був незаконним».(В.Путін, С.Лавров, С.Іванов, С.Наришкін та інші)
- «пік економічної кризи в Росії вже пройдений» (заява Путіна на засіданні дискусійного клубу «Валдай» з посиланням на неназваних «фахівців», жовтень 2015)
- «Росія вже давно на передньому рубежі боротьби з терором» (Путін перед Федеральними зборами РФ, грудень 2015)
- 1й канал РТ в січні 2016 розповсюдив сюжет про «зґвалтування в Берліні 13-річної російської дівчинки Лізи» (Лізи Фісенко), яку по дорозі до школи нібито «вкрали три араби-біженці та били і ґвалтували протягом 30 годин». — Сюжет виявився такою ж фальшивкою російських державних ЗМІ, як і «розп'ятий в Слов'янську 3-річний хлопчик»[270][271][272]
- «Росіян немає на Донбасі. Українці воюють з власним народом».
- «Українців не існувало до того моменту поки їх не видумав Австрійський генштаб»

## Окремі визначення
- Олексій Волін[ru], заступник міністра зв'язку і масових комунікацій РФ (з приводу сюжету про «розіп'ятого 3-річного хлопчика у Слов'янську»): |  | Достовірність [інформації російських ЗМІ] або її відсутність несуттєві, — важливий рейтинг. |
- Філіп Брідлав, головнокомандувач сил НАТО в Європі: |  | Росія веде найдивовижніший інформаційний бліцкриг, який ми коли-небудь бачили в історії інформаційних війн. |
- Володимир Шляпентох, радянсько-американський вчений-соціолог:|  | Путін з'ясував, що російське населення надзвичайно чутливе до патріотичного чаду, що російське населення незважаючи, на 20-річне життя у відкритому суспільстві, готове вірити урядовому телебаченню на 100 відсотків. |
- Андрій Макаревич, російський музикант:|  | Різниця між ідеологічним фоном нашого часу і брежнєвським. Є дві істотні відмінності. Тоді нас запевняли, що американські імперіалісти, звичайно, мріють розв'язати світову війну, але простий американський робочий клас — проти, і ці робітники — наші друзі. Зараз про дружній робочий клас якось забули. … Риторика тих років була — «Ми завжди будемо в змозі завдати ядерний удар у відповідь». Зараз слово «відповідь» теж кудись поділося. |
- Євген Іхлов, російський публіцист, культуролог:|  | Путінська пропаганда — не перекручена цензурою інформація як при совку, але ідеально комфортна атмосфера ідеально комфортної міфології. А та інформація, яку населенню пропонується черпати з інтернету, цей комфорт руйнує, вганяє в депресію, а головне — змушує людину відчувати себе боягузом і співучасником підлості. |
- Леонід Мартинюк, російський аналітик (Нью-Йорк), співавтор Б.Нємцова, член Політради РПР-Парнас та руху «Солідарність»:|  | Саме викриваюче діяння російської пропаганди — це те, що вона весь час бреше. І кожна брехня підноситься як єдина чесна інформація в останній інстанції. Вони продовжують брехати, не вибачаються ніколи, не пояснюють, чому вони брехали, ніхто не покараний. |
- Іван Костов, прем'єр-міністр Болгарії у 1997—2001 рр.:|  | [Російська] антиукраїнська пропаганда почалася у нас [в Болгарії] ще до початку військових дій і навіть до захоплення Криму. Тобто ви стали об'єктом електронної війни ще до початку самої війни. |
- Марк Солонін, російський історичний публіцист, інженер-авіаконструктор:|  | Всю історію з втручанням Росії в жорстоку релігійну війну між шиїтськими і сунітськими екстремістами навряд чи можна описати в раціональних категоріях. … З міркувань навіть простих пропагандистських ходів набагато вигідніше було відразу ж визнати, що терористи в черговий раз показали, що вони дійсно бузувіри, … Абсолютно логічно навіть з точки зору простої і зрозумілої військової пропаганди. Чому зараз так вперлися — це питання вже якоїсь психопатології. Не можна безупинно брехати, брехати роками — це затягує. У мене іноді складається враження, що центральні російські ЗМІ іноді навіть брешуть у тих ситуаціях, коли і брехати-то абсолютно не треба. |

## Блокування російської пропаганди за межами РФ
- Органи влади Туреччини заблокували доступ до сайтів російського інформагентства «Sputnik», яке було засновано прокремлівським агентством «Russia Today». Управління телекомунікацій і зв'язку Туреччини (TIB) повідомило, що даний захід «…ухвалено 14 квітня 2016 року після технічної перевірки і юридичної оцінки, проведеної на підставі закону 5651»[281]. Головний редактор «Sputnik» Маргарита Симоньян назвала це рішення турецьких органів влади «черговим актом жорсткої цензури в країні»[282]
- В кінці березня 2016 органи влади Латвії заблокували портал Sputniknews.lv, на якому оприлюднювались матеріали російського державного агентства. Доступ до сайту в латвійській доменній зоні був обмежений через порушення постанови Ради Євросоюзу про заходи у зв'язку із загрозою територіальній цілісності, суверенітету та незалежності України, що була прийнята ще навесні 2014 року.
- Агентство «Sputnik» припинило свою діяльність не тільки в Латвії, але і в Швеції, Норвегії, Данії та Фінляндії. Всього «Супутник» поширюється більш ніж на 30 мовах світу.[283]
- У січні 2020 року діяльність пропагандистського агентства Sputnik було заборонено в Естонії[284]
- У відповідь на повномасштабне вторгнення Росії в Україну в 2022 році Україна посилила обмеження доступу до російських ЗМІ. Це включало заборону трансляції російських телеканалів та доступу до російських соціальних мереж. Крім того, Україна продовжує блокувати веб-ресурси, які належать російським розробникам або пов'язані з російськими громадянами. 6 липня 2023 року було опубліковано нове Розпорядження НЦУ № 461/1292 про блокування доменних імен.[285]